# SV Alsenborn
Maillots
Le SV Alsenborn est un club allemand de football localisé à Enkenbach-Alsenborn en Rhénanie-Palatinat.

## Club de village
Ce club se rendit célèbre dans les années 1960, quand il fut le club d’un village essayant de monter en Bundesliga. Entraîné un moment par le légendaire joueur Fritz Walter, capitaine de l’équipe allemande, championne du monde en 1954. Walter écrivit un livre, intitulé Aufstieg einer Dorfmanschaft (traduction: Ascension d’une équipe de village).
Le club était perçu qu'un « miracle du football », montrant ce qu’il était possible de faire avec une équipe, essentiellement amateur, située dans un petit village.

## Histoire

### De 1919 à 1960
Le club fut fondé le 15 septembre 1919 par 19 personnes qui lui donnèrent le nom de FV Alsenborn.
En 1933, le club emménage dans le tout nouveau Stadion an der Kinderlehre.
En 1933, après l’arrivée au pouvoir des Nazis, le club se conforma au nouveau pouvoir en place, tandis que l’autre club de la localité était composé exclusivement de sociaux démocrates. Toutefois, le club resta confiné dans l’anonymat des séries régionales du Sud-Ouest de l’Allemagne.
En 1945, le club fut dissous par les Alliés, comme tous les clubs et associations allemandes. Voir article: Directive n°23.
Le club fut rapidement reconstitué sous la dénomination de SV Alsenborn.

### Ascension
La destinée du club changea radicalement durant les années 1960, lorsque Fritz Walter arriva dans la localité et devint l’entraîneur du SV Alsenborn, celui-ci végétait au 5e niveau de l’époque, appelé A-Klasse. F. Walter resta en fonction durant trois saisons qui furent couronnées de succès.
En assistant à la finale de la Coupe d’Europe 1962 à Amsterdam, Fritz Walter et Hannes Ruth, un autre ancien joueur du 1. FC Kaiserslautern, se mirent en tête de reprendre un petit club, et de l’amener parmi l’élite du football allemand.
Avec plusieurs anciens du 1. FCK dans ses rangs, le SV Alsenborn grimpa les échelons : champion de la A-Klasse en 1963, champion de la Bezirksliga en 1964 et ensuite, au premier essai, champion de l’Amateurliga Südwest en 1965. Avec ce titre, le club accéda à la Regionalliga Südwest, l’équivalent à l’époque de la Division 2 allemande.

### Les années en Regionalliga
Lors de ses deux premières saisons en Regionalliga Südwest, le SV Alsenborn termina en milieu de tableau.
En 1967-1968, le SVA remporta le titre avec neuf points d’avance sur le TuS Neuendorf. Lors du tour final pour la montée, Alsenborn termina 3e sur 5 derrière le Hertha Berlin et Rot-Weiss Essen.
En 1968-1969, le club fut à nouveau champion. Le TuS Neuendorf était encore son dauphin. Cette fois les deux équipes avaient terminé à égalité de points mais le SV Alsenborn possédait une meilleure différence de buts générale. Durant le tour final, le club se classa encore 3e sur 5, à un point du promu Rot-Weiss Oberhausen et du 2e, le Freiburger FC. Le coup passa tout près, car le club était en position de monter, à condition de battre le FC Hertha 03 Zehlendorf lors de la dernière journée. Le SV Alsenborn s’inclina (3-0) chez les Berlinois.
Pour la 3e saison de suite, Alsenborn remporta la Regionalliga Südwest en 1969-1970, cette fois avec trois points d’avance sur le FK Pirmasens. Il termina le tour finale une nouvelle fois à la 3e place sur 5, derrière le DSC Arminia Bielefeld et le Karlsruher SC.
Lors de ces trois saisons, le SV Alsenborn joua ses rencontres de tour final à domicile, dans un stade plus grand, situé à Ludwigshafen.
Jusqu’en 1974, le club resta dans le haut du classement mais ne parvint plus à accrocher le tour final. Son meilleur classement fut une 3e place en 1972, à dix points du Borussia Neunkirchen et à trois longueurs du deuxième accessit qui revint au SV Röchling Völklingen 06.
En vue de la saison 1973-1974, les "Regionalligen" furent démantelées avec la création de la 2. Bundesliga. Classé 10e en 1974, et malgré ses trois titres conquis, le SV Alsenborn ne fut pas retenu pour intégrer la nouvelle antichambre de l’élite allemande. Selon le barème de points établi par la DFB, le club se plaça tout juste en ordre utile, mais la licence adéquate ne lui fut pas accordée car il ne disposait pas d’un stade suffisamment grand. Le SV Alsenborn recalé, ce fut le…1. FC Saarbrücken qui fut repêché. Le même club avait déjà soulevé des critiques et avait été considéré comme favorisé, en 1963 en étant repris pour la Bundesliga. Les mêmes rumeurs refirent surface. …Saarbrücken bénéficiait de l’appui d’Hermann Neunberger (natif de la Sarre et membre honoraire du 1. FC Saarbrücken) et devenu président de la fédération allemande.
Le SV Alsenborn recula vers le 3e niveau. Deux ans plus tard, le 1. FC Saarbrücken gagnait sa place en Bundesliga.

### Déclin
À partir de 1974, le SV Alsenborn régressa. Il n’eut pas une équipe suffisamment compétitive pour le 3e étage de la pyramide et après deux saisons descendit en Bezirksliga Westpfalz. Il y obtint la place de vice-champion en 1977-1978 et monta vers la nouvelle Verbandsliga Südwest (niveau 4). En 1982, il fut à nouveau relégué en Bezirksliga Westpfalz, mais décrocha le titre et retourna en Verbandsliga.
En 1988, le SV Alsenborn fut encore une fois relégué vers le niveau 5 de la hiérarchie.
Depuis il recula encore et évolue aux alentours du 9e niveau de la DFB.

### Hoffenheim
Finalement le rêve caressé par le SV Alsenborn à la fin des années soixante se réalisa en 2008 par le biais du TSG 1899 Hoffenheim (qui n’est pas situé dans la même région). Un club de village entra en Bundesliga.

## Palmarès
- Champion en l’A-Klasse: 1963.
- Champion en Bezirksliga: 1964.
- Champion de l’Amateurliga Südwest: 1965.
- Champion de Regionalliga Südwest: 1968, 1969, 1970.

- Champion de Bezirksliga Westpfalz: 1983.
- Vice-champion de Bezirksliga Westpfalz: 1978.